# تفکر طراحی

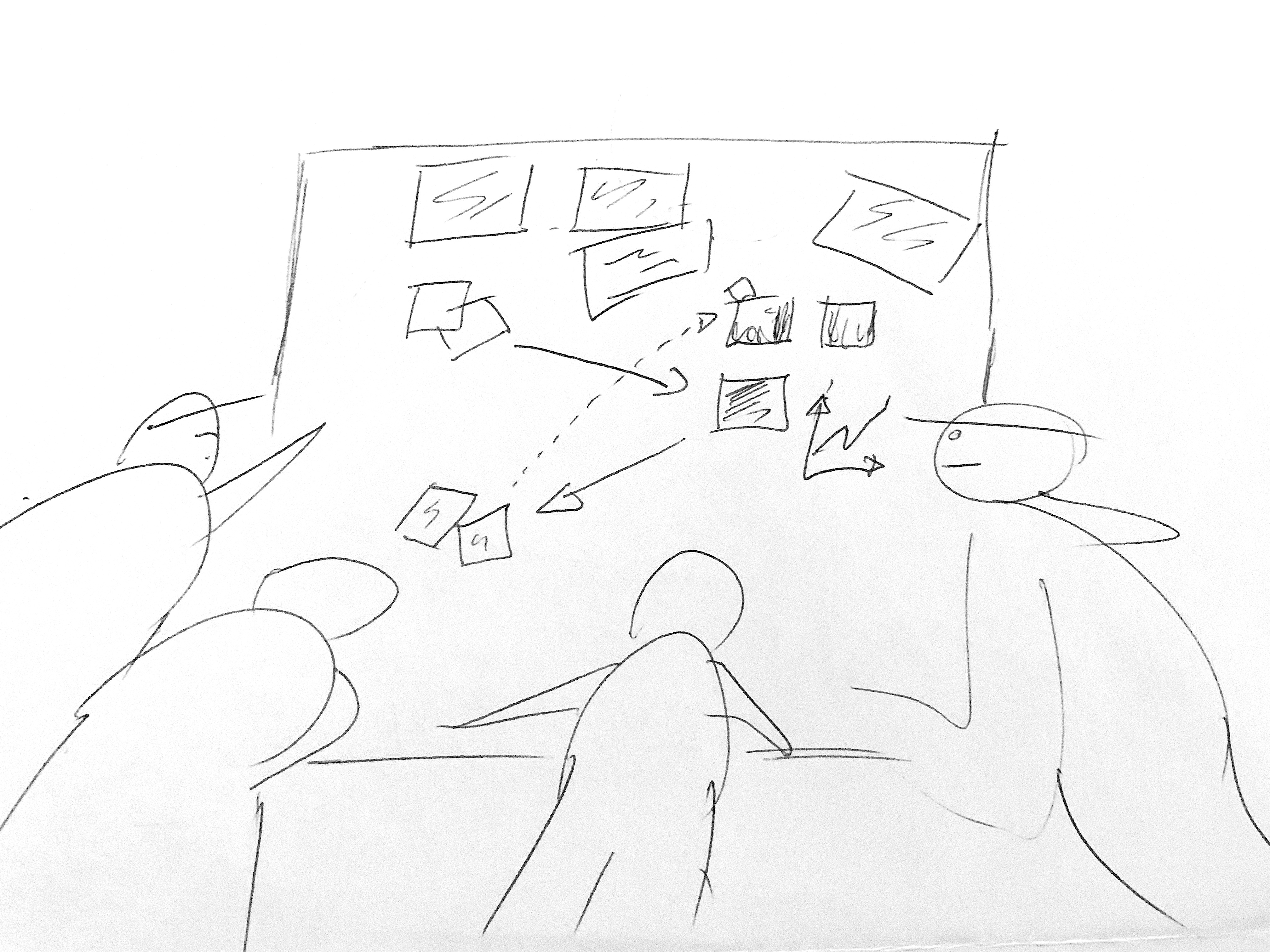
تفکر طراحی

تفکر طراحی (انگلیسی: Design Thinking) یکی از شیوه‌های نوین مدیریت به شمار می‌آید و روشی خلاق برای حل مشکلات با رویکردی انسان محور است. هدف تفکر طراحی، تطبیق الزامات فنی و تکنیکی با نیازهای مردم و همچنین با استراتژی کسب‌وکار است. فرضیه مقدم آموزش تفکر طراحی این است که چگونه افراد و سازمان‌ها بتوانند مهارت خودشان در حل مسئله را بهبود دهند، تا بتوانند برای مسائل دشوار و چند وجهی شان، راه حل‌های مؤثر بیابند.
واژه تفکر طراحی از اینجا سرچشمه می‌گیرد که به دغدغه‌های غیرقابل کنترل انسان از طریق طراحی می‌پردازد. تفکر طراحی روشی رسمی برای راه حل‌های عملی و خلاقانه با نیت کسب نتایج بهتر در آینده است. از این رو، تفکر طراحی، تفکری راه حل محور یا متمرکز بر راه حل است که با تمرکز بر یک هدف (یا یک وضعیت بهتر در آینده) شروع می‌شود، به جای اینکه یک مسئله مشخص را حل کند. تفکر طراحی جنبه‌های معلوم و مبهم موقعیت جاری را مورد شناسایی و بررسی قرار می‌دهد، تا پارامترهای پنهان و مسیرهای باز جایگزین که ممکن است به هدف منجر شوند را کشف کند. از آنجایی که تفکر طراحی، بر مبنای تکرار است، راه حل‌های آنی پدید آمده این پتانسیل را دارند که مسیرهای جایگزین را مشخص کنند و چه بسا، مسئله نیز دوباره تعریف شود.
یکی از اصولی که در تفکر طراحی بر آن تاکید می شود، تغییر زاویه نگاه به صورت مسئله است.
تفکر طراحی به عنوان یک اصطلاح آکادمیک ریشه در کتاب «تفکر طراحی» اثر نایجل کراس(Nigel Cross) و تحقیقات وی در زمینه‌ی مطالعه‌ی نظری طراحان دارد. کراس منطق مورد استفاده‌ی طراحان را منطقی متفاوت با دانشمندان علوم عقلی و تجربی می‌داند. به نظر کراس دانشمندان علوم عقلی و تجربی به ترتیب از استدلال استنتاجی (Deduction) و استدلال استقرایی (Induction) استفاده می‌کنند. این در حالی است که دانشمندان طراحی از چیزی که او آن را استدلال استنباطی (Abduction) می‌نامد استفاده می‌کنند. اما پیش زمینه‌ی فلسفی نظریات کراس بر نظریات چارلز سندرز پیرس مبتنی است. به نظر پیرس: «استنتاج ثابت می کند که چیزی باید باشد؛ استقرا نشان می دهد که چیزی واقعاً کار می‌کند؛ استنباط چیزی را که ممکن است باشد، پیشنهاد می‌دهد.»